# کاظم‌آباد (دلفان)
کاظم‌آباد (دلفان)، روستایی از توابع بخش مرکزی شهرستان دلفان در استان لرستان ایران است.

## جمعیت
این روستا در دهستان میریگ شمالی قرار دارد و براساس سرشماری مرکز آمار ایران در سال ۱۳۸۵، جمعیت آن ۵۰ نفر (۱۰خانوار) بوده‌است.